# Andrzej Seweryn
Andrzej Teodor Seweryn (* 25. dubna 1946 Heilbronn) je polský herec a režisér, který má také francouzské občanství.
Narodil se v Německu, kde byli jeho rodiče za války nuceně nasazeni. V letech 1968 až 1969 byl vězněn za protest proti invazi do Československa. Vystudoval varšavskou divadelní akademii a hrál v divadle Ateneum. Do svých filmů ho obsadili režiséři Jan Rybkowski, Agnieszka Hollandová a Andrzej Wajda (Země zaslíbená, Člověk z mramoru, Dirigent).
Od roku 1980 byl v angažmá v Théâtre Nanterre-Amandiers a po vyhlášení válečného stavu v Polsku se rozhodl zůstat ve Francii. V roce 1993 se stal jedním z prvních zahraničních herců v Comédie-Française. Jako divadelní režisér debutoval pařížskou inscenací Molièrova Manžela z donucení.
Účinkoval ve filmech Mahábhárata (režie Peter Brook), Indočína (režie Régis Wargnier) a Genealogie jednoho zločinu (režie Raúl Ruiz), jeho nejznámější rolí je Julian Scherner ve filmu Stevena Spielberga Schindlerův seznam. V roce 1994 se objevil v česko-francouzském filmu Ohnivé jaro. Ztvárnil Maximiliena Robespierra v televizním seriálu La Révolution française a cara Alexandra I. v seriálu Napoléon et l'Europe. Také učil na Conservatoire national supérieur d'art dramatique. Režíroval jeden film, psychologické drama o mladém knězi s Michałem Żebrowskim v hlavní roli Kto nigdy nie żył... (2006). Od roku 2010 je uměleckým vedoucím varšavského Polského divadla. V polských prezidentských volbách podporoval Bronisława Komorowského.
Získal cenu pro nejlepšího herce na Berlínském mezinárodním filmovém festivalu v roce 1980 a na festivalu v Locarnu 2016. Je držitelem Witkacyho ceny, Řádu umění a literatury a Národního řádu za zásluhy.
Je popáté ženatý a má tři děti, dcera Maria Sewerynová je také herečkou.